# Подгорное (Новохопёрский район)
Подго́рное — село в Новохопёрском районе Воронежской области России.
Входит в состав Ярковского сельского поселения.

## История
Село было основано в середине XVIII века крестьянами-однодворцами, по документам известно с 1762 года. Входило в состав Новохоперского уезда.

## Население
| 1859 | 1897  | 2010 |
| ---- | ----- | ---- |
| 1382 | ↗2239 | ↘765 |

## Улицы
| - ул. Героев, - ул. Заречная, - ул. Ленинградская, - ул. Московская, - пер. Московский, | - ул. Набережная, - ул. Октябрьская, - ул. Садовая, - ул. Свобода, - ул. Советская. |

## Инфраструктура
В настоящее время в селе имеются ООО «Подгорное», ООО «Подгоренское», средняя школа, библиотека, Дом культуры, фельдшерско-акушерский пункт, почтовое отделение.

## Известные уроженцы
- Губанов, Иван Петрович (1905—1978) — советский военнослужащий, красноармеец, Герой Советского Союза.
- Перов, Алексей Кириллович [4](1915-1987) - участник Великой отечественной войны, сержант, медаль "За отвагу", Орден Отечественной войны II степени
- Иванников Иван Ильич (1917-1954)-участник Великой отечественной войны,капитан, медаль "За отвагу",Орден Отечественной войны II степени ,Орден Отечественной войны I степени